# John William Ramsden
John William Ramsden, 5e baronnet (14 septembre 1831 - 15 avril 1914) est un homme politique du Parti libéral britannique.

## Biographie
Ramsden est né le 14 septembre 1831 de John Charles Ramsden et de son épouse Isabella Dundas. 
Il est élu député pour Hythe en 1857 et sert comme Sous-secrétaire d'État à la guerre de 1857 à 1858. Il démissionne le 9 février 1859. Il siège également comme député de Taunton de 1853 à 1857, de West Riding of Yorkshire de 1859 à 1865, de Monmouth de 1868 à 1874, de Eastern West Riding de Yorkshire de 1880 à 1885 et enfin d'Osgoldcross de 1885 à 1886. Il s'est présenté comme candidat unioniste libéral pour Osgoldcross en 1886. 
Il est haut shérif du Yorkshire en 1868. Il est le seigneur du manoir de Huddersfield et propriétaire d'une grande partie de la ville ainsi que d'un total de 11 248 acres de la circonscription de West. De plus, il possède un domaine de 138 000 acres à Inverness et 800 acres de Lincolnshire. 
Le 2 août 1865, il épouse Helen Guendolen Seymour, fille d'Edward Seymour (12e duc de Somerset), acquérant ainsi le domaine Bulstrode à Gerrards Cross. 

### Liens avec l'Université de Huddersfield
En 1825, on tente de créer une institution scientifique et mécanique à Huddersfield. Soutenu par un groupe de donateurs, John William Ramsden est devenu plus tard le patron de l'institution. Ses objectifs sont de former les mécaniciens et les commerçants locaux aux principes scientifiques liés à leur travail, à travers des conférences et une bibliothèque de circulation. Il est ensuite devenu membre de la Huddersfield Philosophical Society. Les initiatives éducatives ultérieures à Huddersfield comprenaient la Young Men's Mental Improvement Society, la Huddersfield Mechanics 'Institution et la Technical School. La Technical School and Mechanic's Institute a fusionné pour devenir le Technical College, qui est devenu par la suite le College of Technology, puis Huddersfield Polytechnic, avant d'obtenir le statut d'université en tant qu'université de Huddersfield en 1992. 
Le Ramsden Building, du nom de John William Ramsden, est inauguré en 1883 par la Huddersfield Technical School and Mechanics 'Institute et est situé sur Queen Street South, entre Milton Church et St Paul's Church. Le bâtiment Ramsden fait maintenant partie du campus de l'Université d'Huddersfield. 